# Champdolent
Champdolent est une commune du Sud-Ouest de la France située dans le département de la Charente-Maritime (région Nouvelle-Aquitaine).
Ses habitants sont appelés les Campodoloriciens et les Campodoloriciennes.

## Géographie
Située à l'est de l'agglomération de Rochefort et au nord du bourg de Bords, la commune de Champdolent est sise sur la rive gauche de la rivière Boutonne, qui la délimite au nord et à l'ouest. Le point culminant de la commune (35 mètres d'altitude) est situé au sud-est du territoire communal.
Le paysage de Champdolent est principalement constitué de parcelles de cultures céréalières, parsemés de hameaux épars. On trouve quelques prés et marais en bordure de la Boutonne.
L'autoroute A837 et la voie ferrée reliant Nantes à Saintes traversent la commune, mais ne la desservent pas. L'axe routier principal de Champdolent est une route départementale (la route D 215 qui relie Saint-Crépin à Bords).

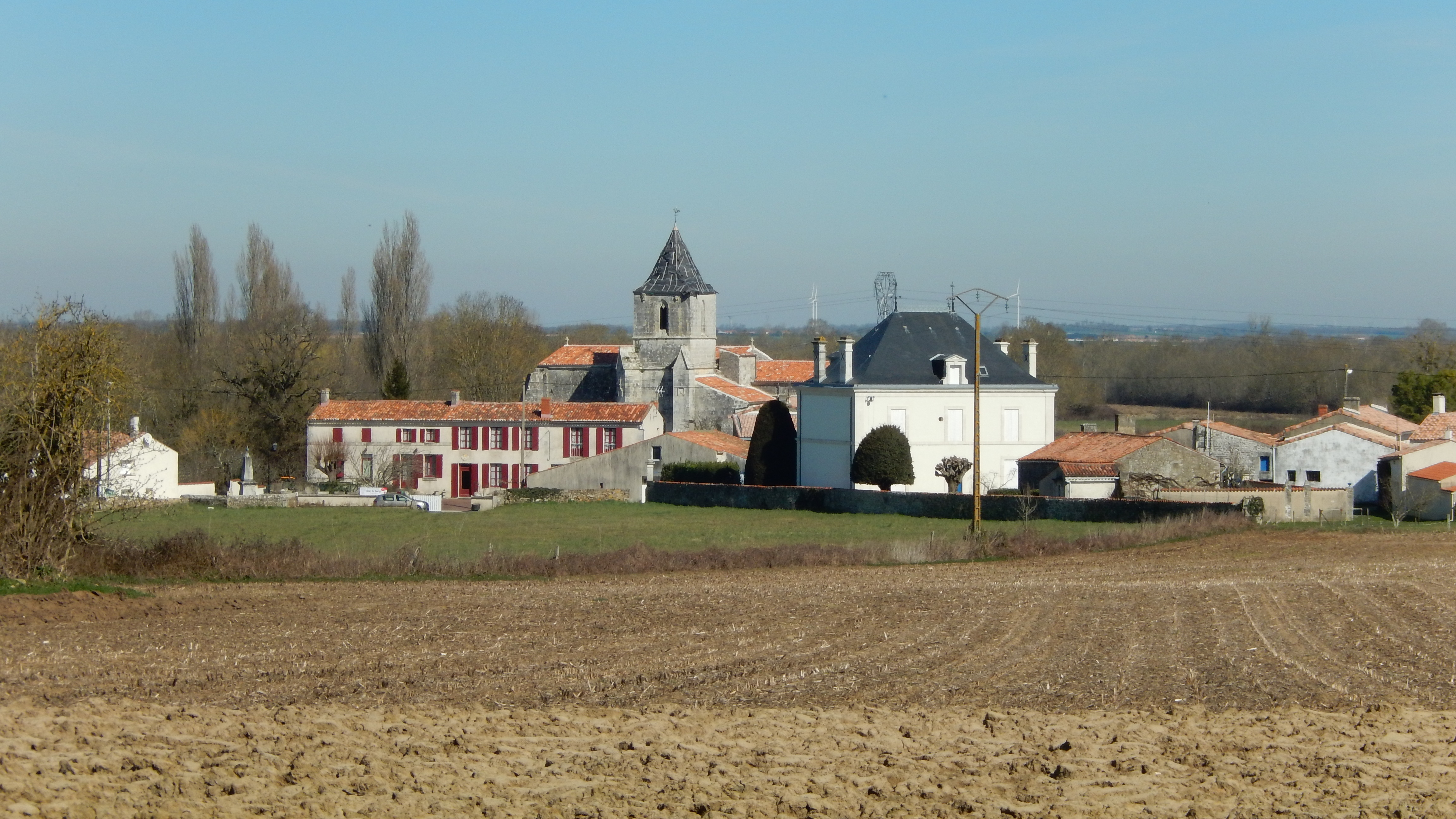
Champdolent au milieu des champs.
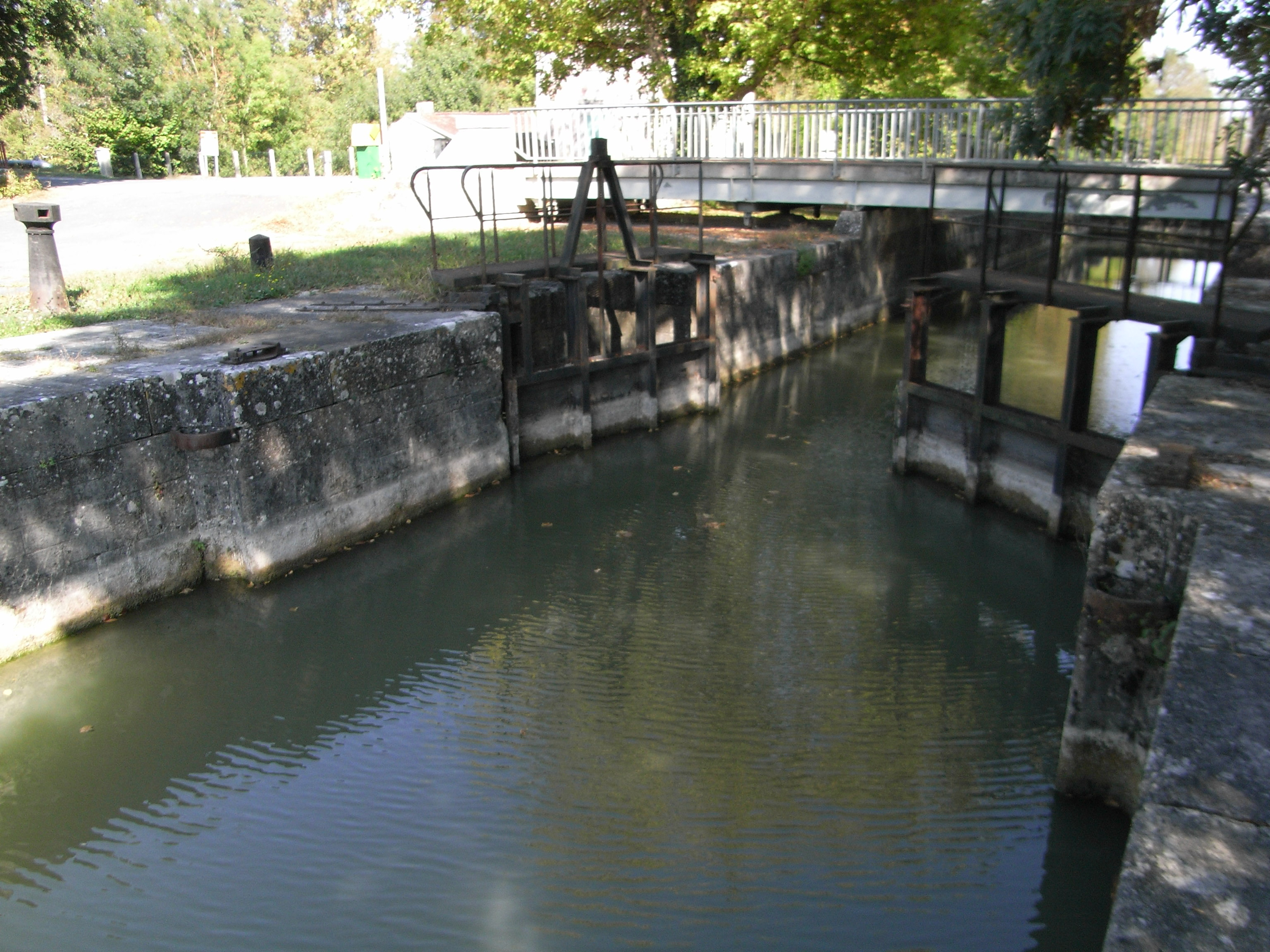
L'écluse de Bel-Ébat sur la Boutonne.
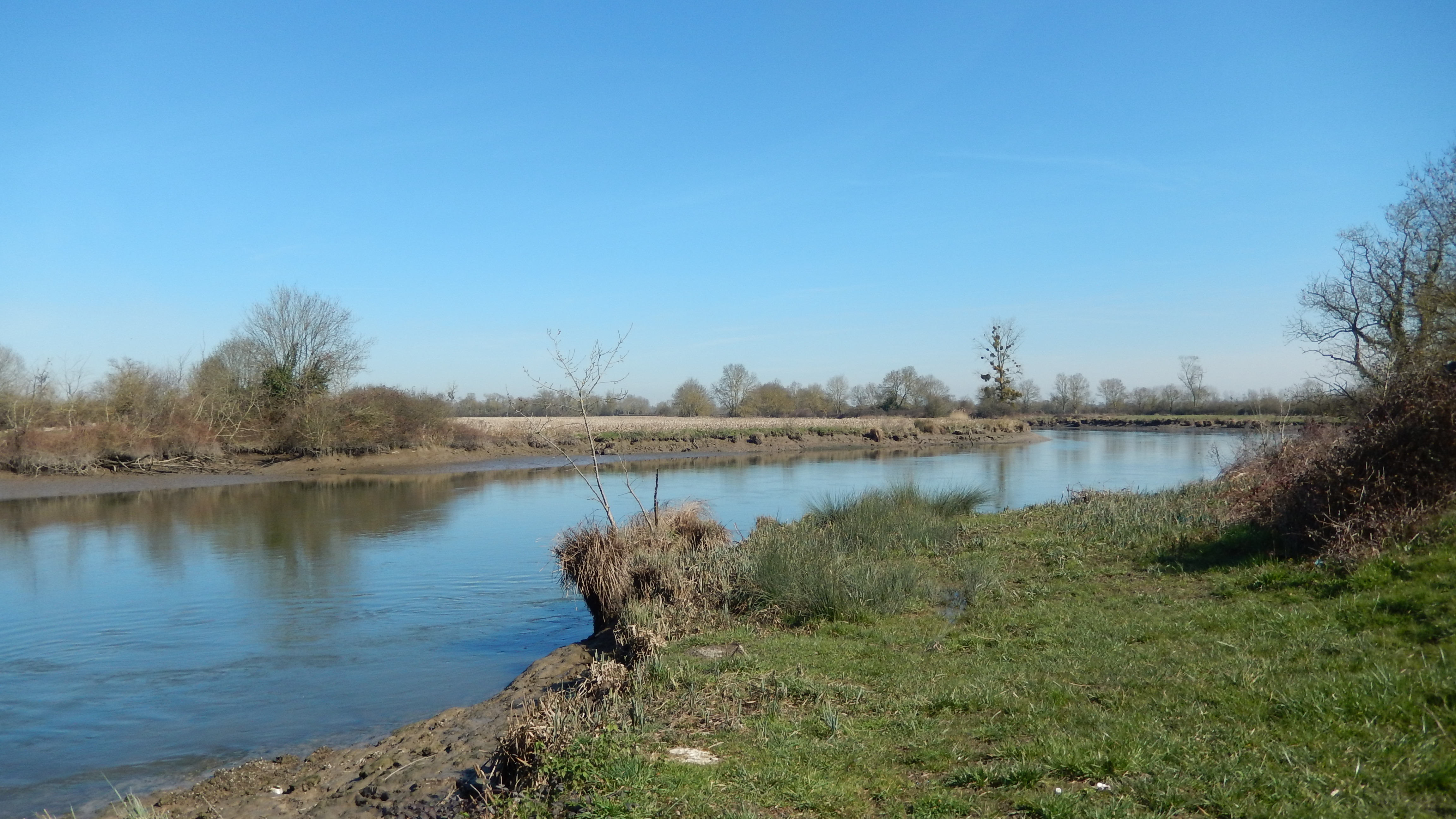
La Boutonne à l'ouest de la commune.

### Communes limitrophes
| Lussant  | Saint-Coutant-le-Grand | Puy-du-Lac     |
| Cabariot | Champdolent            | Archingeay     |
|          | Bords                  | Saint-Savinien |

## Urbanisme

### Typologie
Au 1er janvier 2024, Champdolent est catégorisée commune rurale à habitat dispersé, selon la nouvelle grille communale de densité à 7 niveaux définie par l'Insee en 2022.
Elle est située hors unité urbaine. Par ailleurs la commune fait partie de l'aire d'attraction de Rochefort, dont elle est une commune de la couronne,. Cette aire, qui regroupe 33 communes, est catégorisée dans les aires de 50 000 à moins de 200 000 habitants,.

### Occupation des sols
L'occupation des sols de la commune, telle qu'elle ressort de la base de données européenne d’occupation biophysique des sols Corine Land Cover (CLC), est marquée par l'importance des territoires agricoles (91,1 % en 2018), une proportion identique à celle de 1990 (91,1 %). La répartition détaillée en 2018 est la suivante : 
terres arables (51,6 %), prairies (23,8 %), zones agricoles hétérogènes (15,7 %), forêts (8,9 %). L'évolution de l’occupation des sols de la commune et de ses infrastructures peut être observée sur les différentes représentations cartographiques du territoire : la carte de Cassini (XVIIIe siècle), la carte d'état-major (1820-1866) et les cartes ou photos aériennes de l'IGN pour la période actuelle (1950 à aujourd'hui).

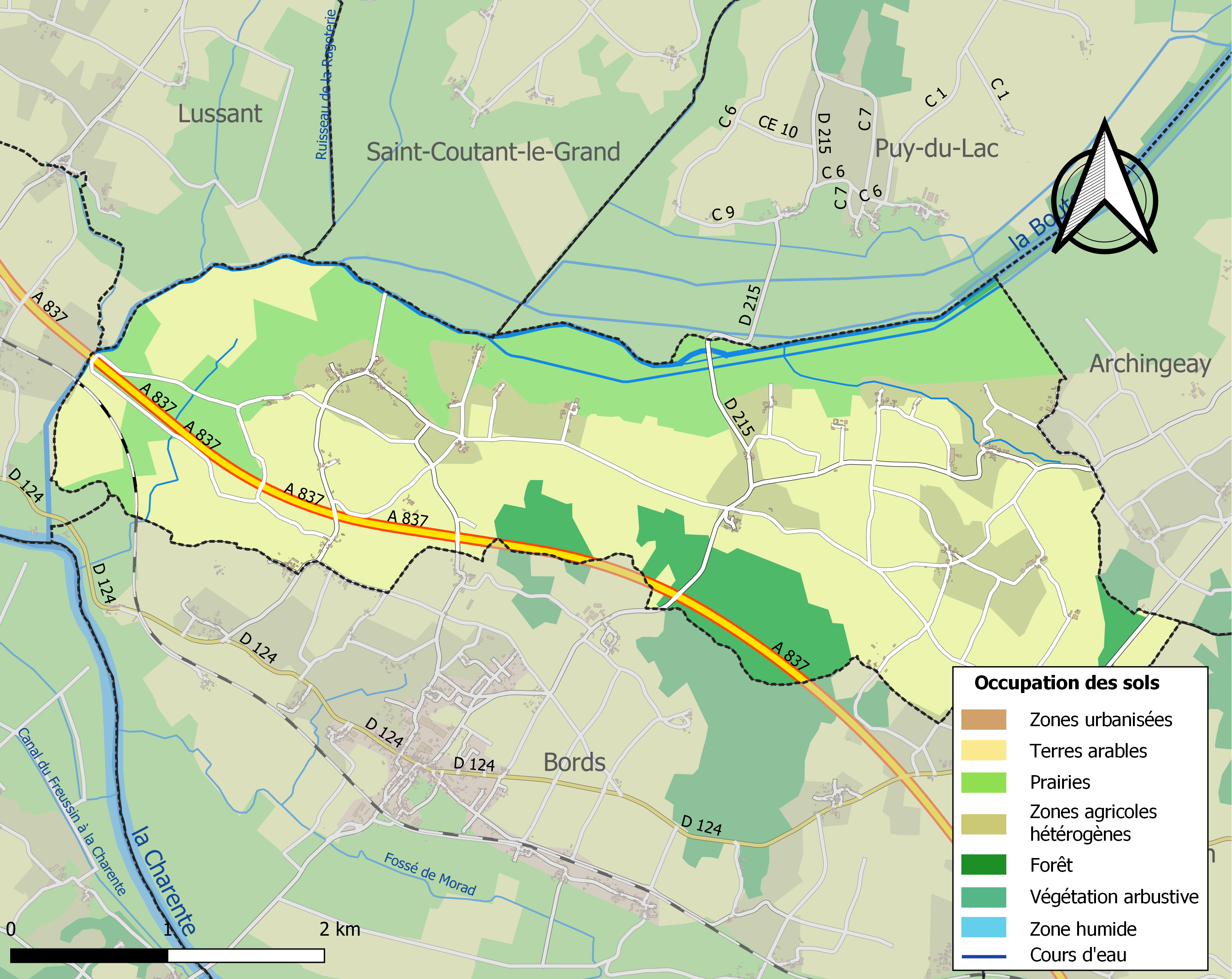
Carte des infrastructures et de l'occupation des sols de la commune en 2018 (CLC).

### Risques majeurs
Le territoire de la commune de Champdolent est vulnérable à différents aléas naturels : météorologiques (tempête, orage, neige, grand froid, canicule ou sécheresse), inondations, mouvements de terrains et séisme (sismicité modérée). Il est également exposé à un risque technologique,  le transport de matières dangereuses. Un site publié par le BRGM permet d'évaluer simplement et rapidement les risques d'un bien localisé soit par son adresse soit par le numéro de sa parcelle.

#### Risques naturels
Certaines parties du territoire communal sont susceptibles d’être affectées par le risque d’inondation par débordement de cours d'eau, notamment la Boutonne,  et par submersion marine. La commune a été reconnue en état de catastrophe naturelle au titre des dommages causés par les inondations et coulées de boue survenues en 1982, 1999, 2010 et 2013,.

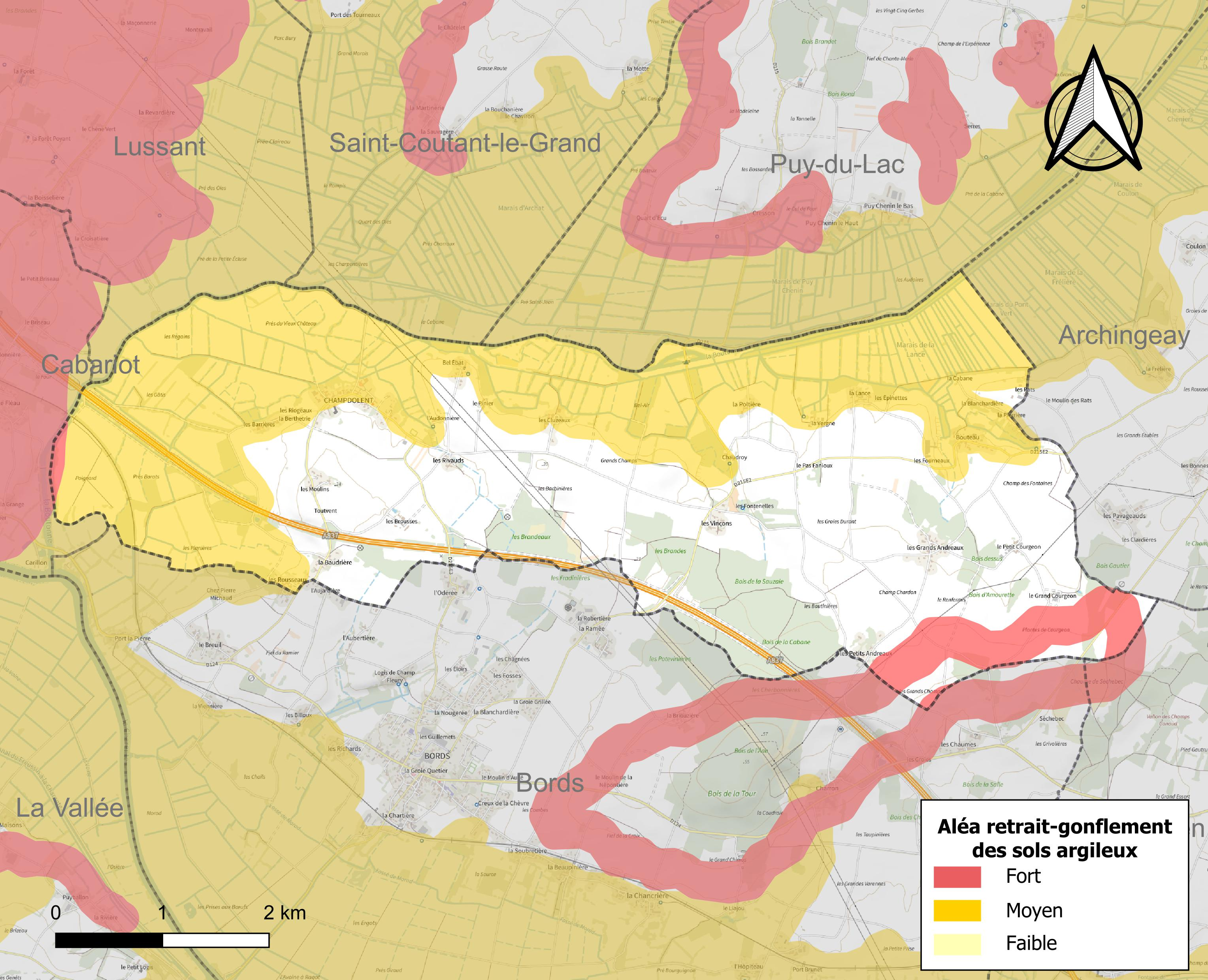
Carte des zones d'aléa retrait-gonflement des sols argileux de Champdolent.

Les mouvements de terrains susceptibles de se produire sur la commune sont des tassements différentiels.
Le retrait-gonflement des sols argileux est susceptible d'engendrer des dommages importants aux bâtiments en cas d’alternance de périodes de sécheresse et de pluie. 49,5 % de la superficie communale est en aléa moyen ou fort (54,2 % au niveau départemental et 48,5 % au niveau national). Sur les 217 bâtiments dénombrés sur la commune en 2019,  119 sont en aléa moyen ou fort, soit 55 %, à comparer aux 57 % au niveau départemental et 54 % au niveau national. Une cartographie de l'exposition du territoire national au retrait gonflement des sols argileux est disponible sur le site du BRGM,.
Par ailleurs, afin de mieux appréhender le risque d’affaissement de terrain, l'inventaire national des cavités souterraines permet de localiser celles situées sur la commune.
Concernant les mouvements de terrains, la commune a été reconnue en état de catastrophe naturelle au titre des dommages causés par la sécheresse en 2005 et par des mouvements de terrain en 1999 et 2010.

#### Risques technologiques
Le risque de transport de matières dangereuses sur la commune est lié à sa traversée par une ou des infrastructures routières ou ferroviaires importantes ou la présence d'une canalisation de transport d'hydrocarbures. Un accident se produisant sur de telles infrastructures est susceptible d’avoir des effets graves sur les biens, les personnes ou l'environnement, selon la nature du matériau transporté. Des dispositions d’urbanisme peuvent être préconisées en conséquence.

## Toponymie
Comme son équivalent normand Champ-Dolent, il s'agit d'une formation toponymique médiévale en Champ-, suivi de l'ancien français dolent « qui fait souffrir » → « pénible », d'où le sens global de « champ pénible (à travailler) ».

## Administration

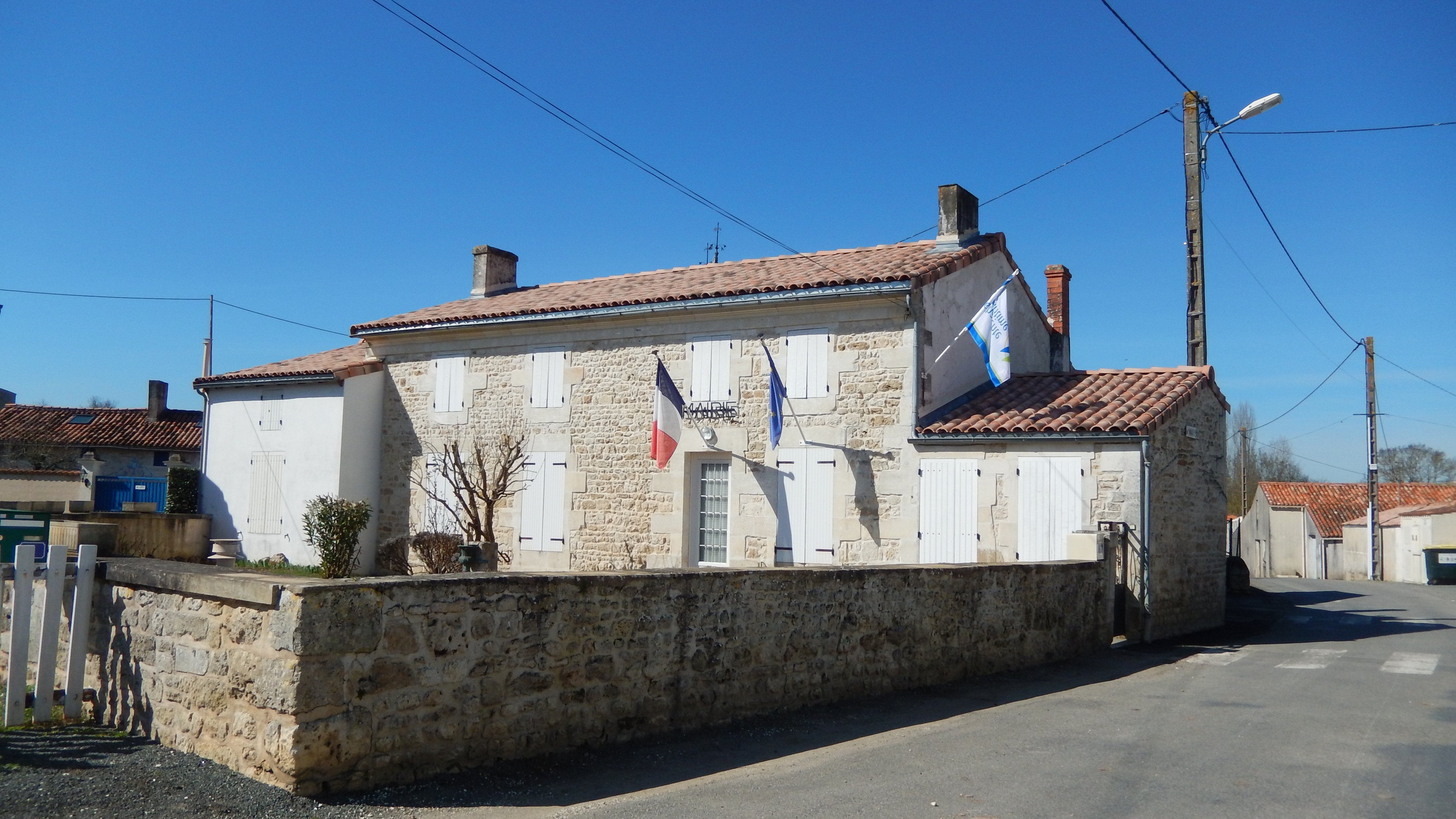
La mairie de Champdolent.

### Liste des maires
| Période                                  | Période  | Identité            | Étiquette | Qualité                                                     |
| ---------------------------------------- | -------- | ------------------- | --------- | ----------------------------------------------------------- |
|                                          |          | Albert Elineau      |           |                                                             |
|                                          | 2001     | Claude Jaud         |           |                                                             |
| 2001                                     | 2014     | Jean-Claude Sicard  |           |                                                             |
| 2014                                     | 2020     | Gérard Lacoste      |           | Retraité de l'enseignement                                  |
| 2014                                     | En cours | Valérie Bouillaguet |           | Professions intermédiaires de la santé et du travail social |
| Les données manquantes sont à compléter. |          |                     |           |                                                             |

## Démographie

### Évolution démographique
L'évolution du nombre d'habitants est connue à travers les recensements de la population effectués dans la commune depuis 1793. Pour les communes de moins de 10 000 habitants, une enquête de recensement portant sur toute la population est réalisée tous les cinq ans, les populations de référence des années intermédiaires étant quant à elles estimées par interpolation ou extrapolation. Pour la commune, le premier recensement exhaustif entrant dans le cadre du nouveau dispositif a été réalisé en 2007.

En 2022, la commune comptait 419 habitants, en évolution de +5,01 % par rapport à 2016 (Charente-Maritime : +4,04 %, France hors Mayotte : +2,11 %).
| 1793 | 1800 | 1806 | 1821 | 1831 | 1836 | 1841 | 1846 | 1851 |
| ---- | ---- | ---- | ---- | ---- | ---- | ---- | ---- | ---- |
| 500  | 635  | 545  | 569  | 536  | 572  | 546  | 570  | 556  |

| 1856 | 1861 | 1866 | 1872 | 1876 | 1881 | 1886 | 1891 | 1896 |
| ---- | ---- | ---- | ---- | ---- | ---- | ---- | ---- | ---- |
| 567  | 603  | 604  | 515  | 542  | 573  | 513  | 518  | 480  |

| 1901 | 1906 | 1911 | 1921 | 1926 | 1931 | 1936 | 1946 | 1954 |
| ---- | ---- | ---- | ---- | ---- | ---- | ---- | ---- | ---- |
| 479  | 497  | 476  | 427  | 423  | 383  | 376  | 337  | 355  |

| 1962 | 1968 | 1975 | 1982 | 1990 | 1999 | 2006 | 2007 | 2012 |
| ---- | ---- | ---- | ---- | ---- | ---- | ---- | ---- | ---- |
| 366  | 375  | 332  | 299  | 328  | 372  | 381  | 382  | 406  |

| 2017 | 2022 | - | - | - | - | - | - | - |
| ---- | ---- | - | - | - | - | - | - | - |
| 400  | 419  | - | - | - | - | - | - | - |

### Pyramide des âges
La population de la commune est relativement jeune.
En 2018, le taux de personnes d'un âge inférieur à 30 ans s'élève à 36,6 %, soit au-dessus de la moyenne départementale (29 %). À l'inverse, le taux de personnes d'âge supérieur à 60 ans est de 19,9 % la même année, alors qu'il est de 34,9 % au niveau départemental.
En 2018, la commune comptait 203 hommes pour 203 femmes, soit un taux de 50 % de femmes, largement inférieur au taux départemental (52,15 %).
Les pyramides des âges de la commune et du département s'établissent comme suit.
| Hommes | Classe d’âge | Femmes |
| ------ | ------------ | ------ |
| 0,5    | 90 ou +      | 1,0    |
| 5,5    | 75-89 ans    | 8,0    |
| 13,9   | 60-74 ans    | 10,9   |
| 22,0   | 45-59 ans    | 22,0   |
| 21,5   | 30-44 ans    | 21,5   |
| 16,5   | 15-29 ans    | 13,0   |
| 20,1   | 0-14 ans     | 23,6   |

| Hommes | Classe d’âge | Femmes |
| ------ | ------------ | ------ |
| 1,1    | 90 ou +      | 2,6    |
| 10,1   | 75-89 ans    | 12,6   |
| 22     | 60-74 ans    | 23,2   |
| 20,1   | 45-59 ans    | 19,7   |
| 16,1   | 30-44 ans    | 15,6   |
| 15,2   | 15-29 ans    | 12,7   |
| 15,4   | 0-14 ans     | 13,6   |

## Culture locale et patrimoine

### Lieux et monuments

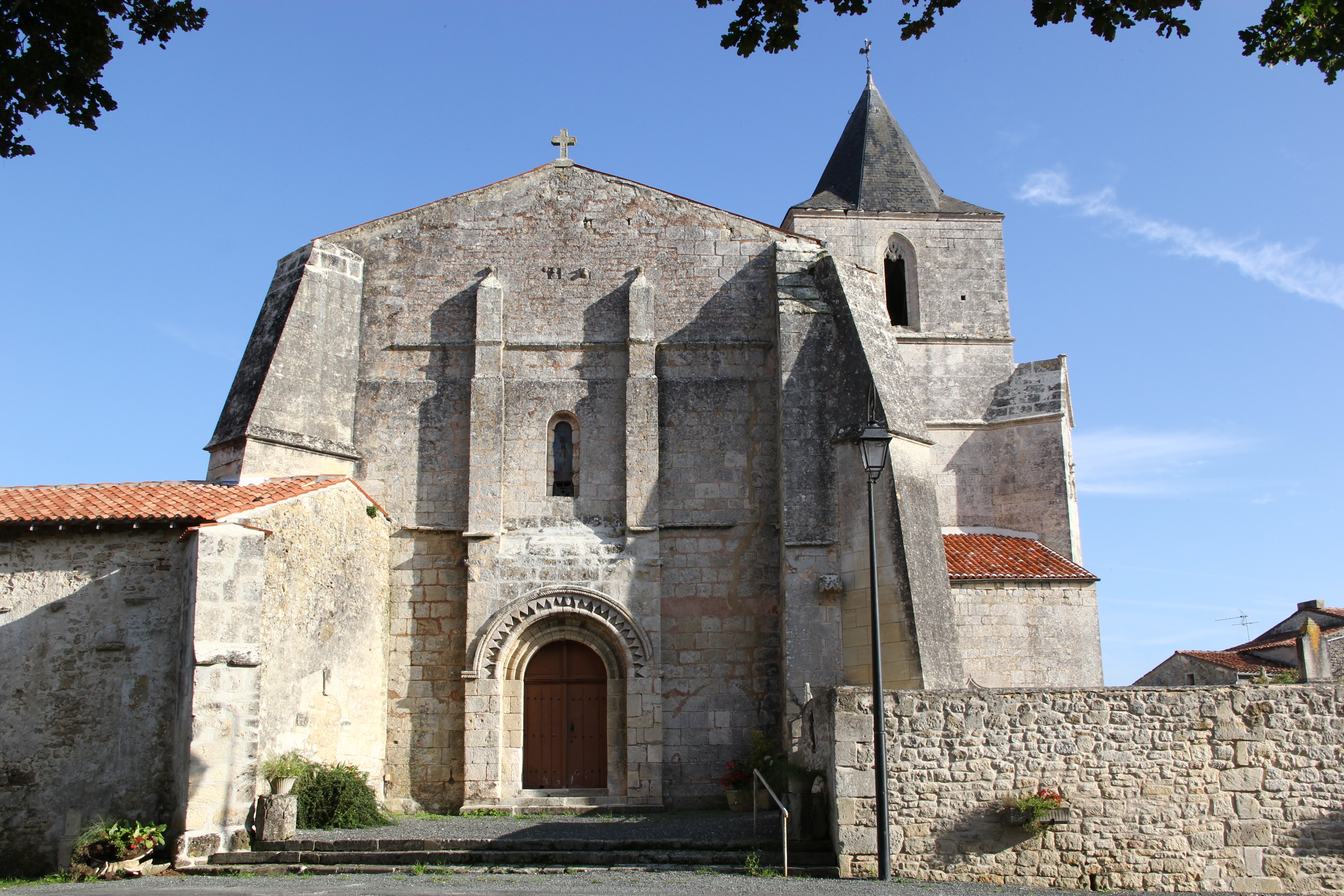
Église Saint-Pierre de Champdolent.

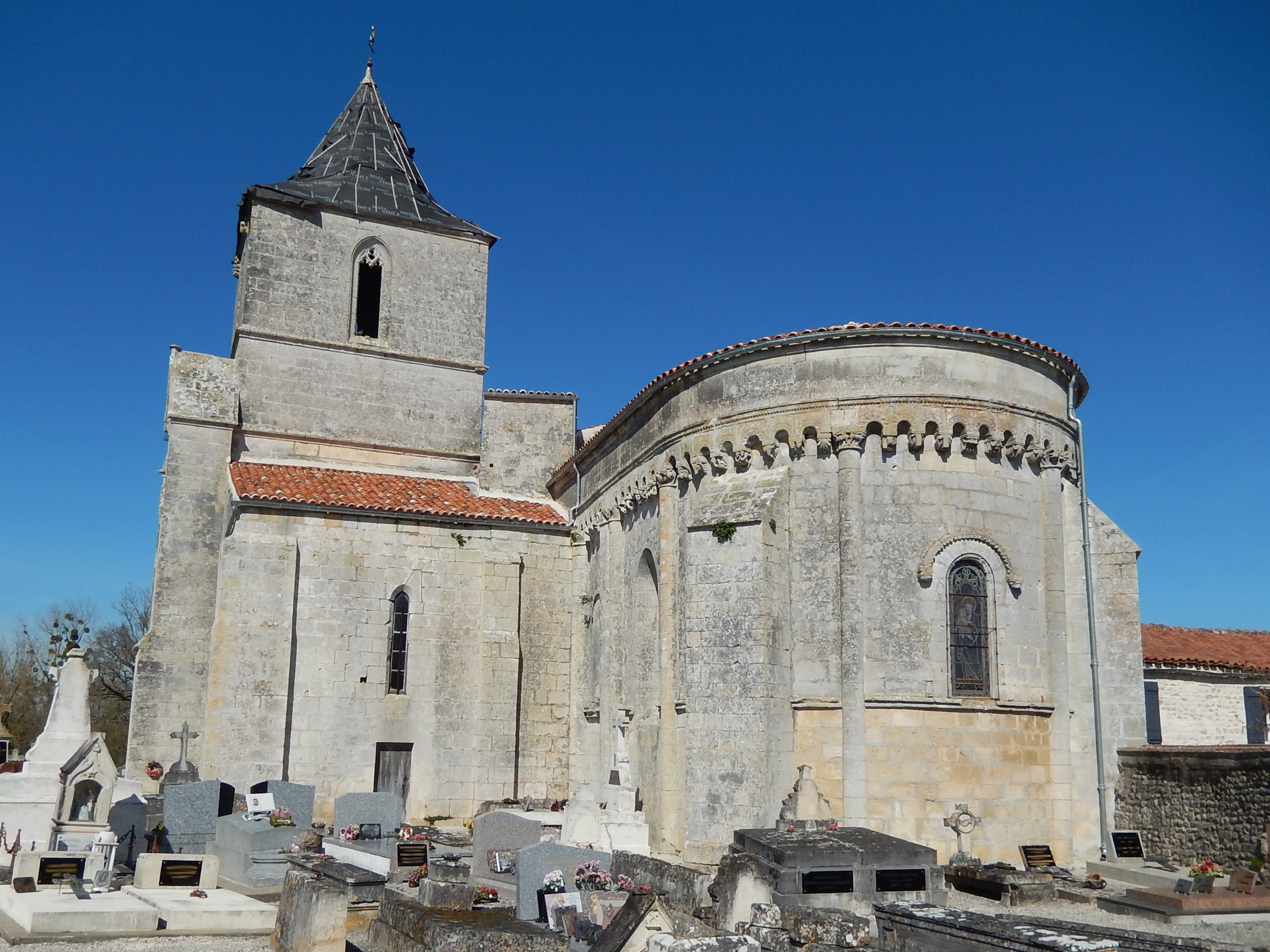
La façade sud-est de l'église de Champdolent.

- L'église Saint-Pierre de Champdolent, inscrite au titre des monuments historiques en 1925[22].
- Le château de Champdolent.